# División Intermedia 2016
El campeonato de la División Intermedia 2016, denominado "90 años del Club Fernando de la Mora", fue la 99.ª edición de un campeonato de Segunda División y la 20.ª edición de la División Intermedia, desde la creación de la división en 1997. Fue organizado por la Asociación Paraguaya de Fútbol, inició el 2 de abril de 2016 y contó con la participación de 16 clubes. Los actos inaugurales se realizaron en el estadio Emiliano Ghezzi del club Fernando de la Mora, con el encuentro entre el local y el club Cristóbal Colón de Ñemby, el resultado fue de 1 - 0.
El club Independiente se coronó campeón en forma anticipada en la fecha 26 (de un total de 30 fechas), así además logró su ascenso a la Primera División. Mientras que el club Trinidense logró su ascenso en la última fecha. Al otro extremo Sport Colombia descendió en la fecha 28 y San Lorenzo en la fecha 29, mientras que el club Cristóbal Colón (Ñ) descendió tras perder con Ovetense Fútbol Club el partido extra por la permanencia, ya que terminaron empatados en el antepenúltimo lugar de la tabla de promedios.
Los equipos nuevos en la categoría fueron los ascendidos Ovetense Fútbol Club, campeón de la Primera B Nacional (como Liga Ovetense); Olimpia de Itá, campeón de la Primera B; y Fulgencio Yegros de Ñemby, subcampeón de la Primera B y ganador del repechaje ante el subcampeón de la Primera B Nacional. Además, de San Lorenzo y Santaní, ambos descendidos de la Primera División.

## Sistema de competición
Se mantiene al igual que en los últimos años el formato de tipo liga, es decir todos contra todos a partidos de ida y vuelta. Es decir, cuenta con dos rondas compuestas por quince jornadas cada una con localía invertida. Se consagrará campeón el club que sume la mayor cantidad de puntos al cabo de las 30 fechas. En caso de producirse igualdad en puntaje entre dos clubes (por el campeonato, el ascenso o el descenso), para definir posiciones se debe recurrir a un partido extra. Si son más de dos clubes, se resuelve según los siguientes parámetros:
1) saldo de goles;
2) mayor cantidad de goles marcados;
3) mayor cantidad de goles marcados en condición de visitante;
4) sorteo.

## Ascensos y descensos
| Pos | Ascendidos a Primera División |
| --- | ----------------------------- |
| 1º  | River Plate                   |
| 2º  | General Caballero ZC          |

| Pos | Descendidos a Primera B Nacional |
| --- | -------------------------------- |
| 15º | Carapeguá                        |

| Pos | Descendido a Primera B  |
| --- | ----------------------- |
| 14º | Tacuary                 |
| 16º | 12 de Octubre (Itauguá) |

| Pos | Descendidos de la Primera División |
| --- | ---------------------------------- |
| 11º | Santaní                            |
| 12º | San Lorenzo                        |

| Pos | Ascendido de la Primera B Nacional |
| --- | ---------------------------------- |
| 1º  | Ovetense Fútbol Club               |

| Pos | Ascendidos de la Primera B                       |
| --- | ------------------------------------------------ |
| 1º  | Olimpia de Itá                                   |
| 2º  | Fulgencio Yegros (Ñemby) (ganador del repechaje) |

## Producto de la clasificación
- El torneo consagró al 20.º campeón en la historia de la División Intermedia (desde su creación en 1997) y al 99.º ganador de la Segunda División de Paraguay.
- El campeón y subcampeón del torneo, ascendieron directamente a la Primera División.
- Los clubes que finalizaron en las tres últimas posiciones en la tabla de promedios descendieron a la Primera B (ya que por reglamento los clubes de ciudades que se encuentren como máximo a 50 km de Asunción descienden a la Primera B y los clubes de ciudades que se encuentren más allá de dicha distancia descienden a la Primera B Nacional).[8][9][6][10]

## Distribución geográfica de los clubes
| Región                      | Nº | Equipos |
| --------------------------- | -- | --- |
| Distrito Capital            | 4  | Independiente, Resistencia, Fernando de la Mora y Trinidense.                                                         |
| Departamento Central        | 6  | San Lorenzo, Sport Colombia (Fernando de la Mora), Cristóbal Colón y Fulgencio Yegros (Ñemby), Iteño y Olimpia (Itá). |
| Departamento de San Pedro   | 2  | Liberación y Santaní                                                                                                  |
| Departamento de Caaguazú    | 2  | Caaguazú y Ovetense                                                                                                   |
| Departamento de Cordillera  | 1  | Caacupé |
| Departamento de Alto Paraná | 1  | 3 de Febrero (Ciudad del Este).                                                                                       |

## Equipos participantes
| Club                 | Fundación                | Ciudad              | Entrenador          | Estadio                 | Capacidad |
| -------------------- | ------------------------ | ------------------- | ------------------- | ----------------------- | --------- |
| 3 de Febrero         | 20 de noviembre de 1970  | Ciudad del Este     | Francisco Sosa      | Antonio Aranda          | 28 000    |
| Caacupé FBC          | 3 de diciembre de 2012   | Caacupé             | Ricardo Torresi     | Teniente Fariña         | 2500      |
| Cristóbal Colón      | 12 de octubre de 1925    | Ñemby               | Aldo Florentín      | Pablo Patricio Bogarín  | 2500      |
| Deportivo Caaguazú   | 16 de septiembre de 2008 | Caaguazú            | Derlis Soto         | Federico Llamosas       | 7000      |
| Deportivo Liberación | 26 de setiembre de 2014  | Liberación          | José Estigarribia   | Liberación              | 3500      |
| Deportivo Santaní    | 27 de febrero de 2009    | San Estanislao      | Robert Gauto        | J. J. Vázquez           | 8000      |
| Fernando de la Mora  | 25 de diciembre de 1925  | Asunción            | Humberto García     | Emiliano Ghezzi         | 6000      |
| Fulgencio Yegros     | 14 de mayo de 1924       | Ñemby               | Xavi Roura          | Parque Fulgencio Yegros | 1000      |
| Independiente        | 20 de septiembre de 1925 | Asunción            | Celso Ayala         | Ricardo Gregor          | 3500      |
| Olimpia de Itá       | 8 de marzo de 1921       | Itá                 | Pedro Rodríguez     | Presbítero Gamarra      | 5000      |
| Ovetense FC          | 5 de noviembre de 2015   | Coronel Oviedo      | Francisco Rivera    | Ovetenses Unidos        | 10 000    |
| Resistencia          | 27 de diciembre de 1917  | Asunción            | Ángel Martínez      | Tomás Beggan Correa     | 3500      |
| San Lorenzo          | 17 de abril de 1930      | San Lorenzo         | Blas Romero         | Gunther Vogel           | 5000      |
| Sport Colombia       | 1 de noviembre de 1924   | Fernando de la Mora | Florencio Villalba  | Alfonso Colmán          | 7000      |
| Sportivo Iteño       | 1 de junio de 1924       | Itá                 | Edgar Romero        | Salvador Morga          | 4500      |
| Sportivo Trinidense  | 11 de agosto de 1935     | Asunción            | Juan Daniel Cáceres | Martín Torres           | 3000      |

## Clasificación
| Pos | Equipo              | PJ | PG | PE | PP | GF | GC | DG  | PTS |
| --- | ------------------- | -- | -- | -- | -- | -- | -- | --- | --- |
| 1.  | Independiente       | 30 | 19 | 5  | 6  | 59 | 31 | 28  | 62  |
| 2.  | Sportivo Trinidense | 30 | 14 | 10 | 6  | 44 | 36 | 8   | 52  |
| 3.  | Resistencia         | 30 | 14 | 6  | 10 | 34 | 34 | 0   | 48  |
| 4.  | Deportivo Santaní   | 30 | 12 | 9  | 9  | 42 | 34 | 8   | 45  |
| 5.  | Deportivo Caaguazú  | 30 | 11 | 10 | 9  | 41 | 39 | 2   | 43  |
| 6.  | Caacupé FBC (*)     | 30 | 10 | 10 | 10 | 44 | 42 | 2   | 42  |
| 7.  | Sportivo Iteño      | 30 | 12 | 6  | 12 | 35 | 42 | -7  | 42  |
| 8.  | 3 de Febrero CDE    | 30 | 11 | 8  | 11 | 41 | 35 | 6   | 41  |
| 9.  | Fernando de la Mora | 30 | 11 | 8  | 11 | 39 | 37 | 2   | 41  |
| 10. | Fulgencio Yegros    | 30 | 11 | 7  | 12 | 50 | 50 | 0   | 40  |
| 11. | Olimpia de Itá      | 30 | 11 | 7  | 12 | 30 | 35 | -5  | 40  |
| 12. | Ovetense FC         | 30 | 11 | 5  | 14 | 47 | 45 | 2   | 38  |
| 13. | San Lorenzo         | 30 | 8  | 12 | 10 | 38 | 35 | 3   | 36  |
| 14. | Cristóbal Colón (Ñ) | 30 | 9  | 7  | 14 | 40 | 47 | -7  | 34  |
| 15. | Liberación          | 30 | 6  | 10 | 14 | 37 | 51 | -14 | 28  |
| 16. | Sport Colombia (*)  | 30 | 7  | 6  | 17 | 29 | 57 | -28 | 26  |

 Pos=Posición; PJ=Partidos jugados; PG=Partidos ganados; PE=Partidos empatados; PP=Partidos perdidos; Pts=Puntos 

 GF=Goles a favor; GC=Goles en contra; DG=Diferencia de gol
(*) Caacupé FBC le ganó una protesta a Sport Colombia por el partido de la fecha 29, por lo que se le asignaron dos puntos más, así mismo se le restó un punto a Sport Colombia.
|  | Ascendidos a Primera División |

## Puntaje promedio
El promedio de puntos de un club es el cociente que se obtiene de la división de su puntaje acumulado en las últimas tres temporadas en la división, por la cantidad de partidos que haya jugado durante dicho período. Este determina, al final de cada temporada, el descenso de los equipos que acaben en los tres últimos lugares de la tabla. Clubes de Asunción o alrededores descienden a la Primera División B. En tanto que equipos del resto del país descienden al Nacional B. Para esta temporada se promediarán los puntajes acumulados de la temporada 2014, 2015, además de los puntos de la presente. En caso de empate de cociente para determinar a los equipos por descender, si el empate se da entre dos clubes se juega partido extra, si el empate es entre más de dos clubes se tiene en cuenta la diferencia de gol en primera instancia, luego goles a favor para determinar a los descendidos.
- Actualizado el 16 de octubre de 2016.

| Pos | Club                    | Prom  | PT  | PJ | 2014 | 2015 | 2016 |
| --- | ----------------------- | ----- | --- | -- | ---- | ---- | ---- |
| 1º  | Independiente           | 1,555 | 140 | 90 | 44   | 34   | 62   |
| 2º  | Resistencia             | 1,555 | 140 | 90 | 47   | 45   | 48   |
| 3º  | Deportivo Santaní       | 1,500 | 45  | 30 | -    | -    | 45   |
| 4º  | Sportivo Iteño          | 1,500 | 135 | 90 | 47   | 46   | 42   |
| 5º  | Deportivo Caaguazú      | 1,488 | 134 | 90 | 45   | 46   | 43   |
| 6º  | Fernando de la Mora     | 1,466 | 88  | 60 | -    | 47   | 41   |
| 7º  | 3 de Febrero CDE        | 1,400 | 84  | 60 | -    | 43   | 41   |
| 8º  | Trinidense              | 1,377 | 124 | 90 | 43   | 29   | 52   |
| 9º  | Caacupé FBC             | 1,344 | 121 | 90 | 38   | 41   | 42   |
| 10º | Fulgencio Yegros        | 1,333 | 40  | 30 | -    | -    | 40   |
| 11º | Olimpia de Itá          | 1,333 | 40  | 30 | -    | -    | 40   |
| 12º | Liberación              | 1,300 | 78  | 60 | -    | 50   | 28   |
| 13º | Ovetense FC (*)         | 1,266 | 38  | 30 | -    | -    | 38   |
| 14º | Cristóbal Colón (Ñ) (*) | 1,266 | 76  | 60 | -    | 42   | 34   |
| 15º | San Lorenzo             | 1,200 | 36  | 30 | -    | -    | 36   |
| 16º | Sport Colombia          | 1,066 | 96  | 90 | 41   | 29   | 26   |

 Pos=Posición; Prom=Promedio; PT=Puntaje total; PJ=Partidos jugados
|  | Descendidos a Tercera División |

(*) Ovetense FC le ganó el partido extra a Cristóbal Colón (Ñ) por la permanencia, ya que terminaron con el mismo promedio al concluir el campeonato.

### Repechaje por la permanencia
Ovetense FC y Cristóbal Colón (Ñ) al terminar con el mismo promedio disputaron un partido de desempate por la permanencia en campo neutral, para definir al tercer descendido.
| 15 de octubre, 15:30 hs. | Ovetense                                                                             | 2:2 (5:3 p.)               | Cristóbal Colón (Ñ)                                               | Estadio Defensores del Chaco, Asunción                   |                                                          |
|                          | Diego Rivero 39' · Leonardo Delvalle 53' (pen.)                                      | Reporte                    | Éver Alfaro 63' · Carlos Duarte 89'                               | Asistencia: 486 espectadores Árbitro(s): Enrique Cáceres | Asistencia: 486 espectadores Árbitro(s): Enrique Cáceres |
|                          |                                                                                      | Tiros desde el punto penal |                                                                   |                                                          |                                                          |
|                          | Leonardo Delvalle · Óscar Giménez · Ariel Coronel · Leonor Delvalle · Édgar Balbuena |                            | Éver Alfaro · Santiago Caballero · Héctor Caballero · Carlos Vera |                                                          |                                                          |

## Campeón
|                            |
| Independiente CG 1º título |

## Resultados
El horario de los partidos corresponde al empleado en Paraguay: estándar (UTC-4) y horario de verano (UTC-3).
| Fernando de la Mora | 1 - 0 | Cristóbal Colón (Ñ) | Emiliano Ghezzi     | 2 de abril | 16:00 |
| Resistencia         | 2 - 1 | Iteño               | Tomás Beggan Correa | 3 de abril | 15:30 |
| Caaguazú            | 1 - 1 | Liberación          | Federico Llamosas   | 3 de abril | 15:30 |
| Sport Colombia      | 2 - 1 | Trinidense          | Alfonso Colmán      | 3 de abril | 15:30 |
| Ovetense            | 2 - 3 | Fulgencio Yegros    | Ovetenses Unidos    | 3 de abril | 15:30 |
| Santaní             | 2 - 3 | Olimpia de Itá      | Juan José Vázquez   | 3 de abril | 15:30 |
| San Lorenzo         | 1 - 4 | 3 de Febrero CDE    | Gunther Vogel       | 3 de abril | 16:00 |
| Independiente       | 2 - 1 | Caacupé             | Ricardo Gregor      | 3 de abril | 16:00 |

| Cristóbal Colón (Ñ) | 0 - 1 | Iteño               | Rogelio Livieres   | 9 de abril  | 15:30 |
| Trinidense          | 0 - 4 | Caaguazú            | Martín Torres      | 9 de abril  | 15:45 |
| Liberación          | 3 - 2 | Independiente       | Juan José Vázquez  | 9 de abril  | 18:00 |
| Olimpia de Itá      | 0 - 0 | Ovetense            | Presbítero Gamarra | 10 de abril | 15:45 |
| Fulgencio Yegros    | 4 - 0 | Sport Colombia      | Ypané              | 10 de abril | 15:45 |
| Caacupé             | 0 - 0 | San Lorenzo         | Teniente Fariña    | 10 de abril | 15:45 |
| 3 de Febrero CDE    | 2 - 0 | Fernando de la Mora | Antonio Aranda     | 10 de abril | 15:45 |
| Santaní             | 1 - 0 | Resistencia         | Juan José Vázquez  | 10 de abril | 16:00 |

| Fernando de la Mora | 2 - 0 | Caacupé             | Emiliano Ghezzi     | 16 de abril | 10:00 |
| Resistencia         | 0 - 0 | Cristóbal Colón (Ñ) | Tomás Beggan Correa | 17 de abril | 15:30 |
| Iteño               | 2 - 1 | 3 de Febrero CDE    | Salvador Morga      | 17 de abril | 15:30 |
| Independiente       | 0 - 1 | Trinidense          | Ricardo Gregor      | 17 de abril | 15:30 |
| Caaguazú            | 3 - 3 | Fulgencio Yegros    | Federico Llamosas   | 17 de abril | 15:30 |
| Sport Colombia      | 2 - 1 | Olimpia de Itá      | Alfonso Colmán      | 17 de abril | 15:30 |
| Ovetense            | 1 - 2 | Santaní             | Ovetenses Unidos    | 17 de abril | 15:30 |
| San Lorenzo         | 1 - 0 | Liberación          | Gunther Vogel       | 17 de abril | 17:00 |

| 3 de Febrero CDE | 3 - 1 | Cristóbal Colón (Ñ) | Antonio Aranda     | 22 de abril | 17:00 |
| Liberación       | 1 - 1 | Fernando de la Mora | J. J. Vázquez      | 22 de abril | 18:00 |
| Olimpia de Itá   | 1 - 4 | Caaguazú            | Presbítero Gamarra | 23 de abril | 15:30 |
| Fulgencio Yegros | 2 - 1 | Independiente       | Ypané              | 23 de abril | 15:30 |
| Trinidense       | 2 - 2 | San Lorenzo         | Martín Torres      | 23 de abril | 15:30 |
| Ovetense         | 5 - 1 | Resistencia         | Ovetenses Unidos   | 23 de abril | 15:30 |
| Caacupé          | 2 - 0 | Iteño               | Teniente Fariña    | 23 de abril | 15:45 |
| Santaní          | 2 - 0 | Sport Colombia      | J. J. Vázquez      | 23 de abril | 18:00 |

| Resistencia         | 1 - 0 | 3 de Febrero CDE | Tomás Beggan Correa    | 27 de abril | 15:30 |
| Cristóbal Colón (Ñ) | 2 - 3 | Caacupé          | Pablo Patricio Bogarín | 27 de abril | 15:30 |
| Iteño               | 0 - 2 | Liberación       | Salvador Morga         | 27 de abril | 15:30 |
| Fernando de la Mora | 2 - 0 | Trinidense       | Emiliano Ghezzi        | 27 de abril | 15:30 |
| Independiente       | 1 - 0 | Olimpia de Itá   | Ricardo Gregor         | 27 de abril | 15:30 |
| Caaguazú            | 0 - 0 | Santaní          | Federico Llamosas      | 27 de abril | 15:30 |
| Sport Colombia      | 1 - 2 | Ovetense         | Alfonso Colmán         | 27 de abril | 15:30 |
| San Lorenzo         | 1 - 2 | Fulgencio Yegros | Gunther Vogel          | 27 de abril | 18:00 |

| Fulgencio Yegros | 0 - 2 | Fernando de la Mora | Ypané              | 30 de abril | 10:00 |
| Trinidense       | 2 - 1 | Iteño               | Martín Torres      | 1 de mayo   | 10:00 |
| Olimpia de Itá   | 2 - 1 | San Lorenzo         | Presbítero Gamarra | 1 de mayo   | 15:30 |
| Sport Colombia   | 0 - 1 | Resistencia         | Alfonso Colmán     | 1 de mayo   | 15:30 |
| Ovetense         | 0 - 1 | Caaguazú            | Ovetenses Unidos   | 1 de mayo   | 15:30 |
| Caacupé          | 0 - 1 | 3 de Febrero CDE    | Teniente Fariña    | 1 de mayo   | 15:45 |
| Liberación       | 3 - 3 | Cristóbal Colón (Ñ) | J. J. Vázquez      | 1 de mayo   | 15:00 |
| Santaní          | 1 - 3 | Independiente       | J. J. Vázquez      | 1 de mayo   | 17:30 |

| Fernando de la Mora | 2 - 2 | Olimpia de Itá   | Emiliano Ghezzi        | 8 de mayo | 10:00 |
| Caaguazú            | 1 - 0 | Sport Colombia   | Federico Llamosas      | 8 de mayo | 15:00 |
| Cristóbal Colón (Ñ) | 1 - 3 | Trinidense       | Pablo Patricio Bogarín | 8 de mayo | 15:00 |
| 3 de Febrero CDE    | 0 - 0 | Liberación       | Antonio Aranda         | 8 de mayo | 15:00 |
| Iteño               | 1 - 0 | Fulgencio Yegros | Salvador Morga         | 8 de mayo | 15:15 |
| Resistencia         | 0 - 0 | Caacupé          | Tomás Beggan Correa    | 8 de mayo | 15:15 |
| Independiente       | 3 - 1 | Ovetense         | Ricardo Gregor         | 8 de mayo | 15:15 |
| San Lorenzo         | 3 - 2 | Santaní          | Gunther Vogel          | 8 de mayo | 17:00 |

| Trinidense       | 2 - 2 | 3 de Febrero CDE    | Martín Torres      | 14 de mayo | 10:00 |
| Sport Colombia   | 1 - 5 | Independiente       | Alfonso Colmán     | 14 de mayo | 15:00 |
| Santaní          | 2 - 0 | Fernando de la Mora | J. J. Vázquez      | 14 de mayo | 15:00 |
| Ovetense         | 2 - 1 | San Lorenzo         | Ovetenses Unidos   | 14 de mayo | 15:00 |
| Olimpia de Itá   | 0 - 1 | Iteño               | Presbítero Gamarra | 15 de mayo | 15:00 |
| Fulgencio Yegros | 2 - 2 | Cristóbal Colón (Ñ) | Ypané              | 15 de mayo | 15:00 |
| Caaguazú         | 1 - 0 | Resistencia         | Federico Llamosas  | 15 de mayo | 15:00 |
| Liberación       | 1 - 1 | Caacupé             | J. J. Vázquez      | 15 de mayo | 15:00 |

| San Lorenzo             | 2 - 2 | Sport Colombia   | Gunther Vogel          | 20 de mayo | 18:00 |
| Fernando de la Mora     | 6 - 4 | Ovetense         | Emiliano Ghezzi        | 21 de mayo | 10:00 |
| Resistencia             | 1 - 2 | Liberación       | Tomás Beggan Correa    | 21 de mayo | 15:00 |
| Iteño                   | 2 - 2 | Santaní          | Salvador Morga         | 21 de mayo | 15:00 |
| Cristóbal Colón (Ñemby) | 0 - 1 | Olimpia de Itá   | Pablo Patricio Bogarín | 21 de mayo | 15:00 |
| 3 de Febrero CDE        | 2 - 1 | Fulgencio Yegros | Antonio Aranda         | 21 de mayo | 15:00 |
| Caacupé                 | 0 - 1 | Trinidense       | Teniente Fariña        | 21 de mayo | 15:00 |
| Independiente           | 1 - 1 | Caaguazú         | Ricardo Gregor         | 22 de mayo | 10:00 |

| Independiente    | 3 - 0 | Resistencia         | Ricardo Gregor     | 25 de mayo | 15:00 |
| Caaguazú         | 3 - 2 | San Lorenzo         | Federico Llamosas  | 25 de mayo | 15:00 |
| Sport Colombia   | 0 - 1 | Fernando de la Mora | Alfonso Colmán     | 25 de mayo | 15:00 |
| Olimpia de Itá   | 1 - 1 | 3 de Febrero CDE    | Presbítero Gamarra | 25 de mayo | 15:00 |
| Ovetense         | 0 - 2 | Iteño               | Ovetenses Unidos   | 25 de mayo | 15:00 |
| Fulgencio Yegros | 2 - 5 | Caacupé             | Ypané              | 25 de mayo | 15:00 |
| Trinidense       | 2 - 1 | Liberación          | Martín Torres      | 25 de mayo | 15:00 |
| Santaní          | 2 - 0 | Cristóbal Colón (Ñ) | J. J. Vázquez      | 25 de mayo | 15:00 |

| Fernando de la Mora | 2 - 1 | Caaguazú         | Emiliano Ghezzi        | 28 de mayo | 15:00 |
| Resistencia         | 1 - 2 | Trinidense       | Tomás Beggan Correa    | 29 de mayo | 15:00 |
| Iteño               | 3 - 1 | Sport Colombia   | Salvador Morga         | 29 de mayo | 15:00 |
| Cristóbal Colón (Ñ) | 2 - 0 | Ovetense         | Pablo Patricio Bogarín | 29 de mayo | 15:00 |
| 3 de Febrero CDE    | 0 - 0 | Santaní          | Antonio Aranda         | 29 de mayo | 15:00 |
| Liberación          | 4 - 3 | Fulgencio Yegros | J. J. Vázquez          | 29 de mayo | 15:00 |
| Caacupé             | 2 - 4 | Olimpia de Itá   | Teniente Fariña        | 29 de mayo | 15:15 |
| San Lorenzo         | 1 - 1 | Independiente    | Gunther Vogel          | 29 de mayo | 16:00 |

| Fulgencio Yegros | 0 - 0 | Trinidense          | Ypané              | 4 de junio | 10:00 |
| Independiente    | 2 - 0 | Fernando de la Mora | Ricardo Gregor     | 5 de junio | 10:00 |
| Sport Colombia   | 1 - 4 | Cristóbal Colón (Ñ) | Alfonso Colmán     | 5 de junio | 10:00 |
| Caaguazú         | 0 - 0 | Iteño               | Federico Llamosas  | 5 de junio | 15:00 |
| Ovetense         | 1 - 1 | 3 de Febrero CDE    | Ovetenses Unidos   | 5 de junio | 15:00 |
| Santaní          | 5 - 1 | Caacupé             | J. J. Vázquez      | 5 de junio | 15:00 |
| Olimpia de Itá   | 2 - 0 | Liberación          | Presbítero Gamarra | 5 de junio | 15:00 |
| San Lorenzo      | 2 - 0 | Resistencia         | Gunther Vogel      | 5 de junio | 16:00 |

| Trinidense          | 1 - 1 | Olimpia de Itá   | Martín Torres          | 11 de junio | 10:00 |
| Caacupé             | 4 - 2 | Ovetense         | Teniente Fariña        | 11 de junio | 14:45 |
| Fernando de la Mora | 0 - 3 | San Lorenzo      | Emiliano Ghezzi        | 11 de junio | 15:00 |
| Iteño               | 1 - 3 | Independiente    | Salvador Morga         | 12 de junio | 10:00 |
| Liberación          | 0 - 0 | Santaní          | Ovetenses Unidos       | 12 de junio | 14:45 |
| Resistencia         | 3 - 1 | Fulgencio Yegros | Tomás Beggan Correa    | 12 de junio | 15:00 |
| Cristóbal Colón (Ñ) | 1 - 1 | Caaguazú         | Pablo Patricio Bogarín | 12 de junio | 15:00 |
| 3 de Febrero CDE    | 3 - 1 | Sport Colombia   | Antonio Aranda         | 12 de junio | 15:00 |

| Fernando de la Mora | 0 - 1 | Resistencia         | Emiliano Ghezzi    | 18 de junio | 10:00 |
| Olimpia de Itá      | 0 - 1 | Fulgencio Yegros    | Presbítero Gamarra | 18 de junio | 10:00 |
| Sport Colombia      | 0 - 0 | Caacupé             | Alfonso Colmán     | 18 de junio | 15:00 |
| Independiente       | 1 - 0 | Cristóbal Colón (Ñ) | Ricardo Gregor     | 19 de junio | 10:00 |
| Caaguazú            | 2 - 0 | 3 de Febrero CDE    | Federico Llamosas  | 19 de junio | 15:00 |
| Ovetense            | 2 - 0 | Liberación          | Ovetenses Unidos   | 19 de junio | 15:00 |
| Santaní             | 1 - 0 | Trinidense          | J. J. Vázquez      | 19 de junio | 15:00 |
| San Lorenzo         | 1 - 2 | Iteño               | Gunther Vogel      | 19 de junio | 16:00 |

| Fulgencio Yegros    | 0 - 2 | Santaní             | Presbítero Gamarra     | 25 de junio | 10:00 |
| Liberación          | 0 - 0 | Sport Colombia      | J. J. Vázquez          | 25 de junio | 14:45 |
| Trinidense          | 2 - 2 | Ovetense            | Martín Torres          | 25 de junio | 15:00 |
| Cristóbal Colón (Ñ) | 0 - 0 | San Lorenzo         | Pablo Patricio Bogarín | 25 de junio | 15:00 |
| Caacupé             | 6 - 2 | Caaguazú            | Teniente Fariña        | 25 de junio | 15:00 |
| Resistencia         | 2 - 0 | Olimpia de Itá      | Tomás Beggan Correa    | 26 de junio | 15:00 |
| 3 de Febrero CDE    | 4 - 5 | Independiente       | Antonio Aranda         | 26 de junio | 15:00 |
| Iteño               | 0 - 0 | Fernando de la Mora | Salvador Morga         | 26 de junio | 15:00 |

| 3 de Febrero CDE    | 0 - 1 | San Lorenzo         | Antonio Aranda         | 9 de julio  | 15:00 |
| Trinidense          | 2 - 0 | Sport Colombia      | Martín Torres          | 9 de julio  | 15:00 |
| Caacupé             | 0 - 2 | Independiente       | Teniente Fariña        | 10 de julio | 10:00 |
| Liberación          | 2 - 3 | Caaguazú            | J. J. Vázquez          | 10 de julio | 14:45 |
| Iteño               | 1 - 2 | Resistencia         | Salvador Morga         | 10 de julio | 15:00 |
| Olimpia de Itá      | 1 - 1 | Santaní             | Presbítero Gamarra     | 10 de julio | 15:00 |
| Cristóbal Colón (Ñ) | 1 - 0 | Fernando de la Mora | Pablo Patricio Bogarín | 10 de julio | 15:00 |
| Fulgencio Yegros    | 1 - 1 | Ovetense            | Ypané                  | 10 de julio | 15:00 |

| Iteño               | 3 - 1 | Cristóbal Colón (Ñ) | Salvador Morga      | 16 de julio | 10:00 |
| Independiente       | 3 - 0 | Liberación          | Ricardo Gregor      | 17 de julio | 09:00 |
| Sport Colombia      | 2 - 1 | Fulgencio Yegros    | Alfonso Colmán      | 17 de julio | 10:00 |
| Resistencia         | 3 - 2 | Santaní             | Tomás Beggan Correa | 17 de julio | 15:00 |
| Ovetense            | 1 - 0 | Olimpia de Itá      | Ovetenses Unidos    | 17 de julio | 15:00 |
| Caaguazú            | 0 - 0 | Trinidense          | Federico Llamosas   | 17 de julio | 15:00 |
| San Lorenzo         | 1 - 1 | Caacupé             | Gunther Vogel       | 17 de julio | 15:00 |
| Fernando de la Mora | 1 - 2 | 3 de Febrero CDE    | Emiliano Ghezzi     | 17 de julio | 15:00 |

| Liberación          | 1 - 4 | San Lorenzo         | J. J. Vázquez          | 23 de julio | 14:45 |
| Olimpia de Itá      | 1 - 0 | Sport Colombia      | Presbítero Gamarra     | 23 de julio | 15:00 |
| Trinidense          | 4 - 2 | Independiente       | Martín Torres          | 24 de julio | 10:00 |
| Cristóbal Colón (Ñ) | 2 - 0 | Resistencia         | Pablo Patricio Bogarín | 24 de julio | 15:00 |
| 3 de Febrero CDE    | 1 - 0 | Iteño               | Antonio Aranda         | 24 de julio | 15:00 |
| Caacupé             | 1 - 1 | Fernando de la Mora | Teniente Fariña        | 24 de julio | 15:00 |
| Fulgencio Yegros    | 2 - 1 | Caaguazú            | Ypané                  | 24 de julio | 15:00 |
| Santaní             | 1 - 0 | Ovetense            | J. J. Vázquez          | 24 de julio | 15:00 |

| Resistencia         | 3 - 2 | Ovetense         | Tomás Beggan Correa    | 30 de julio | 15:00 |
| Sport Colombia      | 1 - 0 | Santaní          | Alfonso Colmán         | 30 de julio | 15:00 |
| San Lorenzo         | 1 - 1 | Trinidense       | Gunther Vogel          | 30 de julio | 15:00 |
| Fernando de la Mora | 1 - 1 | Liberación       | Emiliano Ghezzi        | 30 de julio | 15:00 |
| Iteño               | 1 - 1 | Caacupé          | Salvador Morga         | 30 de julio | 15:00 |
| Cristóbal Colón (Ñ) | 1 - 2 | 3 de Febrero CDE | Pablo Patricio Bogarín | 30 de julio | 15:00 |
| Independiente       | 2 - 0 | Fulgencio Yegros | Ricardo Gregor         | 31 de julio | 10:00 |
| Caaguazú            | 2 - 1 | Olimpia de Itá   | Federico Llamosas      | 31 de julio | 15:00 |

| Liberación       | 4 - 2 | Iteño               | J. J. Vázquez      | 3 de agosto | 14:15 |
| Caacupé          | 2 - 2 | Cristóbal Colón (Ñ) | Teniente Fariña    | 3 de agosto | 15:00 |
| 3 de Febrero CDE | 1 - 2 | Resistencia         | Antonio Aranda     | 3 de agosto | 15:00 |
| Trinidense       | 1 - 1 | Fernando de la Mora | Martín Torres      | 3 de agosto | 15:00 |
| Fulgencio Yegros | 3 - 1 | San Lorenzo         | Ypané              | 3 de agosto | 15:00 |
| Olimpia de Itá   | 0 - 1 | Independiente       | Presbítero Gamarra | 3 de agosto | 15:00 |
| Ovetense         | 5 - 0 | Sport Colombia      | Ovetenses Unidos   | 3 de agosto | 15:00 |
| Santaní          | 1 - 1 | Caaguazú            | J. J. Vázquez      | 3 de agosto | 18:00 |

| Independiente       | 0 - 0 | Santaní          | Ricardo Gregor         | 7 de agosto | 10:00 |
| Resistencia         | 3 - 1 | Sport Colombia   | Tomás Beggan Correa    | 7 de agosto | 15:00 |
| Caaguazú            | 2 - 1 | Ovetense         | Federico Llamosas      | 7 de agosto | 15:00 |
| San Lorenzo         | 0 - 1 | Olimpia de Itá   | Gunther Vogel          | 7 de agosto | 15:00 |
| Iteño               | 2 - 2 | Trinidense       | Salvador Morga         | 7 de agosto | 15:00 |
| Cristóbal Colón (Ñ) | 2 - 1 | Liberación       | Pablo Patricio Bogarín | 7 de agosto | 15:00 |
| 3 de Febrero CDE    | 3 - 2 | Caacupé          | Antonio Aranda         | 7 de agosto | 15:00 |
| Fernando de la Mora | 2 - 2 | Fulgencio Yegros | Emiliano Ghezzi        | 7 de agosto | 15:00 |

| Sport Colombia   | 1 - 1 | Caaguazú            | Alfonso Colmán     | 13 de agosto | 10:00 |
| Olimpia de Itá   | 0 - 0 | Fernando de la Mora | Presbítero Gamarra | 13 de agosto | 15:00 |
| Trinidense       | 3 - 2 | Cristóbal Colón (Ñ) | Martín Torres      | 13 de agosto | 15:00 |
| Liberación       | 2 - 2 | 3 de Febrero CDE    | J. J. Vázquez      | 13 de agosto | 15:00 |
| Fulgencio Yegros | 0 - 2 | Iteño               | Ypané              | 14 de agosto | 15:00 |
| Santaní          | 1 - 1 | San Lorenzo         | J. J. Vázquez      | 14 de agosto | 15:00 |
| Ovetense         | 0 - 2 | Independiente       | Ovetenses Unidos   | 14 de agosto | 15:00 |
| Caacupé          | 2 - 0 | Resistencia         | Teniente Fariña    | 14 de agosto | 15:15 |

| Caacupé             | 1 - 0 | Liberación       | Teniente Fariña        | 20 de agosto | 15:00 |
| Fernando de la Mora | 2 - 1 | Santaní          | Emiliano Ghezzi        | 20 de agosto | 15:00 |
| Independiente       | 4 - 2 | Sport Colombia   | Ricardo Gregor         | 21 de agosto | 10:00 |
| San Lorenzo         | 1 - 2 | Ovetense         | Gunther Vogel          | 21 de agosto | 15:00 |
| Iteño               | 1 - 2 | Olimpia de Itá   | Salvador Morga         | 21 de agosto | 15:00 |
| 3 de Febrero CDE    | 1 - 2 | Trinidense       | Antonio Aranda         | 21 de agosto | 15:00 |
| Resistencia         | 2 - 1 | Caaguazú         | Tomás Beggan Correa    | 21 de agosto | 15:00 |
| Cristóbal Colón (Ñ) | 1 - 0 | Fulgencio Yegros | Pablo Patricio Bogarín | 21 de agosto | 15:00 |

| Sport Colombia   | 0 - 0 | San Lorenzo         | Alfonso Colmán     | 26 de agosto | 15:00 |
| Santaní          | 1 - 2 | Iteño               | J. J. Vázquez      | 27 de agosto | 14:15 |
| Ovetense         | 3 - 0 | Fernando de la Mora | Ovetenses Unidos   | 27 de agosto | 15:00 |
| Trinidense       | 2 - 0 | Caacupé             | Martín Torres      | 27 de agosto | 15:00 |
| Olimpia de Itá   | 2 - 0 | Cristóbal Colón (Ñ) | Presbítero Gamarra | 27 de agosto | 15:00 |
| Fulgencio Yegros | 1 - 0 | 3 de Febrero CDE    | Emiliano Ghezzi    | 27 de agosto | 15:00 |
| Liberación       | 0 - 0 | Resistencia         | J. J. Vázquez      | 27 de agosto | 16:30 |
| Caaguazú         | 0 - 2 | Independiente       | Federico Llamosas  | 28 de agosto | 10:00 |

| Resistencia         | 2 - 2 | Independiente    | Tomás Beggan Correa    | 31 de agosto | 15:00 |
| San Lorenzo         | 1 - 1 | Caaguazú         | Gunther Vogel          | 31 de agosto | 15:00 |
| Fernando de la Mora | 1 - 2 | Sport Colombia   | Emiliano Ghezzi        | 31 de agosto | 15:00 |
| Iteño               | 1 - 0 | Ovetense         | Salvador Morga         | 31 de agosto | 15:00 |
| Cristóbal Colón (Ñ) | 2 - 3 | Santaní          | Pablo Patricio Bogarín | 31 de agosto | 15:00 |
| 3 de Febrero CDE    | 3 - 0 | Olimpia de Itá   | Antonio Aranda         | 31 de agosto | 15:00 |
| Liberación          | 0 - 1 | Trinidense       | J. J. Vázquez          | 31 de agosto | 15:00 |
| Caacupé             | 2 - 1 | Fulgencio Yegros | Teniente Fariña        | 31 de agosto | 15:15 |

| Trinidense       | 0 - 2 | Resistencia         | Martín Torres          | 4 de septiembre | 10:00 |
| Fulgencio Yegros | 5 - 4 | Liberación          | Pablo Patricio Bogarín | 4 de septiembre | 15:00 |
| Olimpia de Itá   | 0 - 0 | Caacupé             | Presbítero Gamarra     | 4 de septiembre | 15:00 |
| Santaní          | 1 - 1 | 3 de Febrero CDE    | J. J. Vázquez          | 4 de septiembre | 15:00 |
| Ovetense         | 3 - 3 | Cristóbal Colón (Ñ) | Ovetenses Unidos       | 4 de septiembre | 15:00 |
| Sport Colombia   | 2 - 0 | Iteño               | Alfonso Colmán         | 4 de septiembre | 15:00 |
| Caaguazú         | 1 - 2 | Fernando de la Mora | Federico Llamosas      | 4 de septiembre | 15:00 |
| Independiente    | 2 - 1 | San Lorenzo         | Ricardo Gregor         | 4 de septiembre | 15:00 |

| 3 de Febrero CDE    | 0 - 1 | Ovetense         | Antonio Aranda         | 9 de septiembre  | 17:00 |
| Trinidense          | 2 - 2 | Fulgencio Yegros | Martín Torres          | 10 de septiembre | 10:00 |
| Fernando de la Mora | 2 - 1 | Independiente    | Emiliano Ghezzi        | 10 de septiembre | 15:00 |
| Caacupé             | 1 - 0 | Santaní          | Teniente Fariña        | 10 de septiembre | 15:00 |
| Liberación          | 1 - 3 | Olimpia de Itá   | J. J. Vázquez          | 10 de septiembre | 15:00 |
| Resistencia         | 0 - 0 | San Lorenzo      | Tomás Beggan Correa    | 11 de septiembre | 15:00 |
| Iteño               | 2 - 1 | Caaguazú         | Salvador Morga         | 11 de septiembre | 15:00 |
| Cristóbal Colón (Ñ) | 5 - 3 | Sport Colombia   | Pablo Patricio Bogarín | 11 de septiembre | 15:00 |

| Olimpia de Itá   | 0 - 2 | Trinidense          | Presbítero Gamarra | 17 de septiembre | 15:00 |
| Fulgencio Yegros | 1 - 1 | Resistencia         | Ypané              | 17 de septiembre | 15:00 |
| Santaní          | 3 - 1 | Liberación          | J. J. Vázquez      | 17 de septiembre | 15:00 |
| Ovetense         | 2 - 0 | Caacupé             | Ovetenses Unidos   | 17 de septiembre | 15:00 |
| Sport Colombia   | 1 - 0 | 3 de Febrero CDE    | Alfonso Colmán     | 17 de septiembre | 15:00 |
| Caaguazú         | 0 - 1 | Cristóbal Colón (Ñ) | Federico Llamosas  | 17 de septiembre | 15:00 |
| Independiente    | 2 - 1 | Iteño               | Ricardo Gregor     | 17 de septiembre | 15:00 |
| San Lorenzo      | 2 - 0 | Fernando de la Mora | Gunther Vogel      | 17 de septiembre | 15:00 |

| 3 de Febrero CDE    | 0 - 1 | Caaguazú            | Antonio Aranda         | 23 de septiembre | 15:00 |
| Trinidense          | 1 - 2 | Santaní             | Martín Torres          | 24 de septiembre | 15:00 |
| Resistencia         | 1 - 0 | Fernando de la Mora | Tomás Beggan Correa    | 24 de septiembre | 15:00 |
| Cristóbal Colón (Ñ) | 1 - 0 | Independiente       | Pablo Patricio Bogarín | 24 de septiembre | 15:00 |
| Fulgencio Yegros    | 3 - 0 | Olimpia de Itá      | Emiliano Ghezzi        | 24 de septiembre | 15:00 |
| Liberación          | 0 - 1 | Ovetense            | J. J. Vázquez          | 24 de septiembre | 15:00 |
| Iteño               | 0 - 0 | San Lorenzo         | Salvador Morga         | 24 de septiembre | 15:00 |
| Caacupé             | 2 - 2 | Sport Colombia      | Teniente Fariña        | 24 de septiembre | 15:00 |

| Independiente       | 1 - 1 | 3 de Febrero CDE    | Ricardo Gregor     | 30 de septiembre | 15:00 |
| Fernando de la Mora | 7 - 0 | Iteño               | Emiliano Ghezzi    | 30 de septiembre | 15:00 |
| Olimpia de Itá      | 1 - 0 | Resistencia         | Presbítero Gamarra | 2 de octubre     | 15:00 |
| Ovetense            | 1 - 2 | Trinidense          | Ovetenses Unidos   | 2 de octubre     | 15:00 |
| Santaní             | 1 - 4 | Fulgencio Yegros    | J. J. Vázquez      | 2 de octubre     | 15:00 |
| Sport Colombia      | 1 - 2 | Liberación          | Alfonso Colmán     | 2 de octubre     | 15:00 |
| Caaguazú            | 1 - 4 | Caacupé             | Federico Llamosas  | 2 de octubre     | 15:00 |
| San Lorenzo         | 3 - 0 | Cristóbal Colón (Ñ) | Gunther Vogel      | 2 de octubre     | 15:00 |

## Cobertura Televisiva
El canal de cable Tigo Sports es el encargado de transmitir los partidos del campeonato, emitiendo en vivo un partido por jornada, cuyo resumen es presentado semanalmente a través del programa Un sueño de Primera y El Ascenso.